# Edvin Hägg
Karl Gustav Edvin "Fritz" Hägg, född 23 juli 1893 i Bäckseda församling i Jönköpings län, död 31 mars 1974 i Vetlanda, var en svensk målare.
Hägg studerade vid Althins målarskola 1920 och vid Kungliga konsthögskolan i Stockholm 1921–1926 samt i Paris 1926. Han medverkade i utställningar med Smålands konstförening och i Smålandskonstnärernas utställningar i Nässjö, Jönköping, Vetlanda, Huskvarna och Eksjö på 1920 och 1930-talen samt i Norra Smålands konstförenings höstutställningar. Hans konst består av stilleben, blomstermålningar, interiörer, figurmotiv, porträtt och landskap med motiv från Öland och Småland. Hägg är representerad vid Vetlanda museum, Kalmar konstmuseum och i Vetlanda konstförenings samlingar.